# 第一山题刻
第一山题刻，位于江苏省淮安市盱眙县，是中华人民共和国全国重点文物保护单位之一。
1982年3月25日，公布为江苏省文物保护单位，2013年5月公布为全国重点文物保护单位，是一座石刻及其他。